# Janina and the Deeds
Janina and the Deeds ist eine deutsche Pop-Rock-Band. Sie wurde 2010 in München und Berlin von der Sängerin Janina Dietz und dem Gitarristen, Produzenten und Mitglied der Gruppe Dominoe, Robert Papst, gegründet. Robert Papst produziert die Band.

## Bandgeschichte
Die Band veröffentlichte im Herbst 2010 mit dem von Robert Papst komponierten Titel Bye Bye Bye ihren ersten Song, der von der Waschmittelmarke Ariel in einem Werbespot eingesetzt wurde. Papst ermöglichte durch seine USA-Kontakte Janina and the Deeds, im Jahr nach Gründung der Band 2011 beim Rock and Pop Masters Festival in Florida vor rund 10.000 Besuchern spielen zu können. Im August 2011 folgte ein Auftritt in der Bar-Restaurant The Central in Santa Monica.
Das Video zur Single Dastard Beasts erschien im September 2011 unter der Regie von Simon Janik. Im selben Jahr trat die Band mit dem mittlerweile verstorbenen Jimi Jamison von Survivor auf.
Dazu zählte auch ein Gig am 29. Januar 2011 im Indra in Hamburg.
Nach zwei Jahren Studioarbeit erschien das zweite Album mit dem Namen „Two“. John Rhino Edwards von Status Quo, Matt Beck von matchbox twenty und Charlie Morgan, Ex-Drummer von u. a. Elton John, Tina Turner und Paul McCartney, haben bei diesem Album mitgeschrieben bzw. mitgespielt.
Die Singleauskopplung war By Your Side. Sie stieg in mehrere Charts, wie die deutschen Airplaycharts und iTunes, ein.

## Diskografie

### Alben
- 2010: Last Girl Standing
- 2014: JATD 2

### Singles
- 2010: Bye, Bye, Bye
- 2011: Dastard Beasts
- 2012: The Crown of Life
- 2012: It's Christmas Time Again
- 2014: By Your Side